# قضاء ميركسور
قضاء ميركسور وهو قضاء يقع أقصى شمال محافظة أربيل في العراق عند المثلث الحدودي العراقي الإيراني التركي ويتألف من ثلاث نواحي هي ناحية بارزان وناحية كورتو و ناحية بلي ناحية بيران وناحية شيروان مازن مع 67 قرية وهي منطقة جبلية وعرة جدا وتعد جبال شيرين وبيران وقلندري وبرادوست أشهر وأهم جبال القضاء.